# 小行星3004
小行星3004（3004 Knud）是一颗围绕太阳公转的小行星。1976年2月27日，理察·馬丁·威斯特在拉西拉天文台发现了此天体。
該小行星以丹麥極地探險家和人類學家克努德·拉斯穆森命名。
这颗小行星的绝对星等为212.8108244115082等。